# Brańszczyk (gromada)
Brańszczyk – dawna gromada, czyli najmniejsza jednostka podziału terytorialnego Polskiej Rzeczypospolitej Ludowej w latach 1954–1972.
Gromady, z gromadzkimi radami narodowymi (GRN) jako organami władzy najniższego stopnia na wsi, funkcjonowały od reformy reorganizującej administrację wiejską przeprowadzonej jesienią 1954 do momentu ich zniesienia z dniem 1 stycznia 1973, tym samym wypierając organizację gminną w latach 1954–1972.
Gromadę Brańszczyk z siedzibą GRN w Brańszczyku utworzono – jako jedną z 8759 gromad na obszarze Polski – w powiecie ostrowskim w woj. warszawskim, na mocy uchwały nr VI/10/11/54 WRN w Warszawie z dnia 5 października 1954. W skład jednostki weszły obszary dotychczasowych gromad Brańszczyk, Brańszczyk Nowy, Przyjmy i Turzyn ze zniesionej gminy Brańszczyk w tymże powiecie. Dla gromady ustalono 23 członków gromadzkiej rady narodowej.
1 stycznia 1956 gromada weszła w skład nowo utworzonego powiatu wyszkowskiego w tymże województwie.
31 grudnia 1959 do gromady Brańszczyk przyłączono obszar zniesionej gromady Budy Nowe w tymże powiecie.
31 grudnia 1961 do gromady Brańszczyk włączono wsie Niemiry, Ojcowizna i Trzcianka ze zniesionej gromady Trzcianka w tymże powiecie.
Gromada przetrwała do końca 1972 roku, czyli do kolejnej reformy gminnej. 1 stycznia 1973 – tym razem w powiecie wyszkowskim – reaktywowano gminę Brańszczyk.